# Rassensegregatie

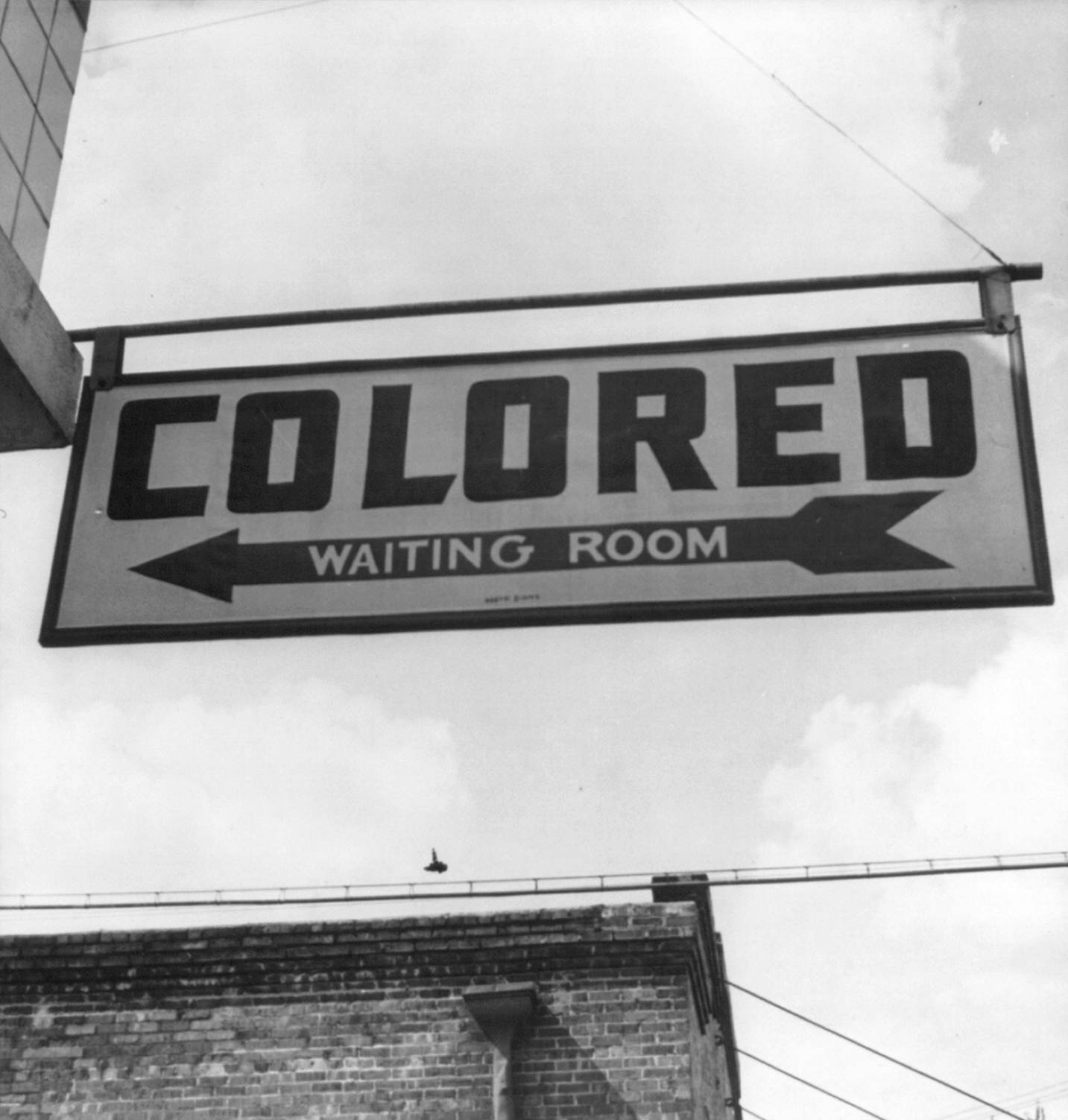
Bord bij een bushalte in de Verenigde Staten uit 1943, waarbij de mensen van kleur naar een speciale wachtkamer worden verwezen

Rassensegregatie, raciale segregatie of rassenscheiding is een scheiding van bevolkingsgroepen op grond van hun vermeende ras of etniciteit. Deze segregatie kan geografisch van aard zijn, waarbij bevolkingsgroepen gescheiden leven in eigen gebieden, maar komt ook voor binnen een gezamenlijk leefgebied waarin de rassensegregatie is doorgevoerd door middel van aparte faciliteiten (zoals scholen) en wetgeving voor de verschillende groepen binnen de samenleving. De meeste hedendaagse samenlevingen verbieden racisme of keuren het af en streven naar gelijke burgerrechten voor iedereen.

## Betekenis
Rassensegregatie is een van de vele soorten segregatie. Segregatie in het algemeen is het afzonderen van groepen met afwijkende karakteristieken. Het kan een natuurlijk gedrag zijn van het opzoeken van de eigen groep met een eigen cultuur, voortkomen uit de behoefte om zich als groep te onderscheiden of af te zetten tegen andere groepen, of het gevolg zijn van marginalisering van herkenbare groepen. Het kan onbewust gebeuren via subtiel aanwezige discriminatie, of systematisch en gedwongen, van bovenaf opgelegd.
Rassensegregatie is een extreme vorm van segregatie, waarbij scheiding van bevolkingsgroepen plaats vindt op basis van vermeend ras. Dit is gebaseerd op het idee dat de mensheid is onder te verdelen in verschillende rassen met specifieke eigenschappen. Wanneer het begrip ras breder wordt uitgelegd, kan rassensegregatie ook betrekking hebben op scheiding op basis van etniciteit. Rassensegregatie gaat meestal samen met waarde-oordelen over de verschillende rassen of etniciteiten. Rassenonderscheid gaat dan al snel over in discriminatie en racisme. Rassensegregatie wordt geidealiseerd binnen hedendaagse stromingen als alt-right en het neonazisme, met denkbeelden over witte suprematie, waarin het blanke ras wordt beschouwd als superieur aan andere rassen.
Het begrip rassensegregatie is etymologisch synoniem met rassenscheiding en apartheid. Bij apartheid is de rassensegregatie op staatsniveau systematisch gecreëerd en verankerd in wetten en regelgeving (institutioneel racisme), met als doel één ras of etniciteit te laten domineren. Voorbeelden van apartheid in het verleden zijn het nazisme, waarbij een vermeend Arisch ras als superieur werd beschouwd en de apartheid zoals die tot 1994 bestond in Zuid-Afrika, waarbij de blanke bevolking een dominante rol speelde.

## Naar gebied

#### Belgisch-Congo
Hoewel er geen specifieke wetten waren die raciale segregatie oplegden en zwarten verboden om plaatsen die bezocht werden door blanken te bezoeken, bestond er de facto segregatie in de meeste gebieden van Belgisch-Congo. Zo waren de stadscentra aanvankelijk alleen voorbehouden aan de blanke bevolking, terwijl de zwarte bevolking georganiseerd was in cités indigènes (inheemse wijken genaamd 'le belge'). Ziekenhuizen, warenhuizen en andere voorzieningen waren vaak gereserveerd voor blanken of zwarten.
De zwarte bevolking in de steden kon hun huis niet verlaten van 21.00 uur tot 04.00 uur. Deze vorm van segregatie begon pas in de jaren vijftig geleidelijk te verdwijnen, maar zelfs toen bleven of voelden de Congolezen in veel opzichten behandeld als tweederangs burgers (bijvoorbeeld politiek en juridisch).
Vanaf 1953, en nog meer na het triomfantelijke bezoek van koning Boudewijn aan de kolonie in 1955, werkte gouverneur-generaal Léon Pétillon (1952–1958) aan een "Belgisch-Congolese gemeenschap", waarin zwarten en blanken moesten worden behandeld als gelijken. Hoe dan ook, de wetten die gemengde huwelijken verboden bleven van kracht, en tussen 1959 en 1962 werden duizenden Congolese kinderen van gemengd ras door de Belgische regering en de katholieke kerk met geweld uit Congo gedeporteerd en naar België overgebracht.

### Verenigde Staten van Amerika
In de Verenigde Staten groeide het besef dat de behandeling van de Afro-Amerikanen parallellen had met het Duitse antisemitisme en dat deze situatie in lijn moest worden gebracht met de uitgedragen idealen voordat er werkelijk internationaal leiderschap mogelijk was. Zo schreef het Commission to Study the Organization of Peace (CSOP):
We may be chastened by Wilson's rejection at Paris of the principle of racial equality–a rejection which embittered the Oriental world. The cancerous Negro situation in our country gives fodder to enemy propaganda and makes our ideals stick like dry bread in the throat. In anti-Semitism we are a mirror of Nazi grimaces. These motes in our own eye are not to be passed over. There is, however, a vast difference between a governmental policy of persecution, as in Germany, and laggard customs which have not yet been broken on the wheel of a legal policy which forbids them. We cannot postpone international leadership until our own house is completely in order. Nor can we expect nations to agree that their own houses should be brought into order by the direct intervention of international agencies. We have only to consider the difficulties which any such course would encounter in our own or other countries. Through revulsion against Nazi doctrines, we may, however, hope to speed up the process of bringing our own practices in each nation more in conformity with our professed ideals.
Inderdaad maakte de Sovjet-Unie hier gebruik van in reactie op kritiek op schendingen van mensenrechten in de Sovjet-Unie. Dit werd vanaf de jaren 1930 gepareerd met verwijzingen naar schendingen van mensenrechten in de Verenigde Staten met de woorden And you are lynching Negroes. Daarmee was het moeilijk om vol te houden dat het land een beacon of freedom was. De Koude Oorlog en de dekolonisatie maakten het nog wenselijker om zo de hearts and minds te winnen van ontwikkelingslanden.

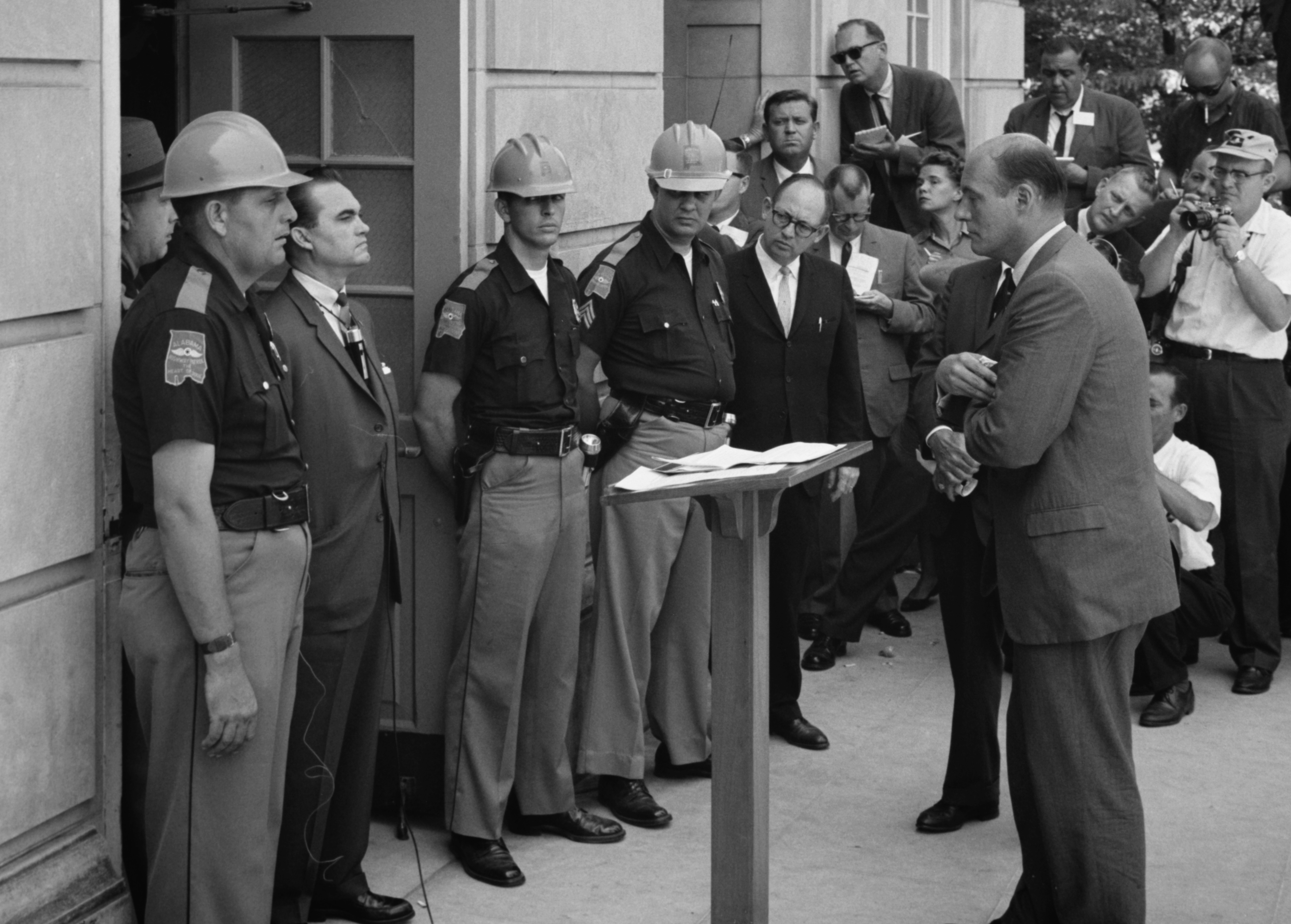
Gouverneur Wallace van Alabama in 1963 tijdens zijn stand in the schoolhouse door in een poging om integratie op de University of Alabama tegen te gaan

Het protest ging gepaard met jarenlange rassenrellen, beginnend met de rassenrellen in Harlem in 1964 en de Watts-rellen in 1965. Tijdens de lange hete zomer van 1967 deed politiechef Walter E. Headley de uitspraak when the looting starts, the shooting starts. De moord op Martin Luther King Jr. in 1968 werd gevolgd door de zwaarste rellen sinds de Burgeroorlog. Het zou tot 1967 duren voordat alle Jim Crow-wetten teruggedraaid waren. Met Brown v. Board of Education uit 1954 werd de segregatie op openbare scholen opgeheven, met de Civil Rights Act of 1964 de segregatie op openbare plaatsen, terwijl de Voting Rights Act van 1965 het kiesrecht teruggaf en Loving v. Virginia uit 1967 de verboden op gemengde huwelijken teniet deed. Dat het zo lang duurde, kwam mede doordat desegregatie geassocieerd werd met communisme ten tijde van het mccarthyisme, maar vooral door het diepgewortelde racisme onder blanke segregationisten en de angst om privileges kwijt te raken, zoals gepersonifieerd door gouverneur George Wallace van Alabama. De werkelijke integratie was dan ook niet voltooid in 1967, maar begon pas.
In de Verenigde Staten ontstond na de afschaffing van de slavernij een lange traditie van rassenscheiding die geregeld werd door de Jim Crow-wetten. Wetgeving die de afstammelingen van de Afrikaanse slaven beperkingen oplegde, werd ingevoerd in de decennia na de Amerikaanse Burgeroorlog, met name in de zuidelijke staten. Daar moesten zwarten op veel plekken gebruikmaken van aparte restaurants, openbare toiletten en scholen. Er waren zelfs steden, de sundown towns, waar het zwarte personeel overdag niet kon worden gemist, maar waar het voor zonsondergang de stad moest hebben verlaten. Tot in de jaren 1950 konden welvarende voorsteden zoals Beverly Hills en Bel Air zwarten en ook Joden verbieden zich aldaar te vestigen vanwege beperkende wetgeving (Exclusionary covenants).
In het leger werden tijdens de Eerste Wereldoorlog voor het eerst zwarte soldaten opgenomen, ingedeeld in aparte divisies. Ook buiten het leger voerde president Woodrow Wilson op federaal niveau een scheiding van arbeidsplaatsen in. Tijdens de Tweede Wereldoorlog werden 125.000 zwarte soldaten overzee ingezet, maar liefst niet aan het front. De meeste zwarte soldaten deden dienst als vrachtwagenchauffeur of stuwadoor. Na de Tweede Wereldoorlog werd de roep van Afro-Amerikanen om afschaffing van de rassenscheiding steeds luider. President Harry S. Truman tekende in 1948 een wet die segregatie in het leger beëindigde.
Burgerrechtenactivisten zoals Rosa Parks en Martin Luther King, de Afro-Amerikaanse burgerrechtenbeweging en organisaties als de National Association for the Advancement of Colored People probeerden de wettelijk vastgelegde rassenscheiding af te schaffen; dit lukte uiteindelijk in 1964 toen met de Civil Rights Act alle segregatie werd verboden. In theorie hebben alle Amerikaanse staatsburgers sindsdien recht op dezelfde faciliteiten als ieder ander.
Hoewel het Hooggerechtshof van de Verenigde Staten in de zaak Brown v. Board of Education in 1954 segregatie op openbare scholen verbood, zijn nog niet alle scheidende wetten herschreven. De Grondwet van Alabama stelt nog steeds dat Aparte scholen zullen worden opgericht voor blanke en zwarte kinderen, en geen kind van het ene ras is toegestaan naar een school van het andere ras te gaan. Deze wetgeving kan echter niet meer in de praktijk worden gebracht.
Een zestiental staten kenden zelfs wetten die het verboden dat een zwarte met een blanke trouwde. De blanke Richard Loving en zijn zwarte vriendin Mildred Jeter, die in Virginia woonden, trachtten in 1958
dit verbod te omzeilen door in Washington, D.C. te huwen, waar het verbod niet gold. Bij terugkeer werden ze echter opgepakt, berecht en veroordeeld tot gevangenisstraf of vertrek uit Virginia. Ze verhuisden naar D.C. Hun zaak kwam uiteindelijk in 1967 voor het Supreme Court in Washington, dat alle staatswetten die belemmeringen oplegden aan gemengde huwelijken in strijd met de grondwet verklaarde.

### Zuid-Afrika
Van 1948 tot 1990 bestond in Zuid-Afrika de apartheid. De blanke regering, die maar een klein deel van de bevolking vertegenwoordigde, bouwde aan een strikt doorgevoerde rassenscheiding. Zwarten mochten alleen van bepaalde parken en stranden gebruikmaken, moesten reizen in gescheiden openbaarvervoersfaciliteiten en mochten op veel plaatsen niet wonen of werken. In resolutie 556 noemde de Veiligheidsraad van de Verenigde Naties de apartheid een misdaad tegen de menselijkheid.
In Zuid-Afrika had de Eerste Wereldoorlog ook een trek van de zwarte bevolking naar de steden tot gevolg. Hoewel dit aanvankelijk ook tot meer zelfbewustzijn en protest leidde onder de zwarte bevolking, bracht dit niet meer begrip bij de blanke bevolking of macht bij de zwarte bevolking. Vlak voor de oorlog werd het met de Wet op Naturellengrond verboden om land te verkopen tussen blanken en niet-blanken. De pasjeswetgeving beperkte de bewegingsvrijheid van de zwarte bevolking, vooral na de invoering van de Naturellen (Stadsgebiede) Wet van 1923. In Oranje Vrijstaat, Transvaal en Zuidwest-Afrika was het kiesrecht beperkt tot blanke mannen. In de Kaapprovincie gold het kiesrecht via de Cape Qualified Franchise onder bepaalde voorwaarden aanvankelijk voor alle mannen. In 1930 werden met de Women's Enfranchisement Act ook blanke vrouwen toegelaten en in het jaar daarop werden met de Franchise Laws Amendment Act de bezits- en opleidingseisen weggenomen voor blanken. Daarmee nam het relatieve aandeel voor niet-blanken af tot deze in 1936 met de Naturelle-Verteenwoordigings-Wet helemaal van de gewone kieslijst verdwenen en sindsdien vertegenwoordigd werden door drie blanke leden. Meer dan in de zuidelijke Amerikaanse staten werden blanke arbeiders beschermd tegen goedkope arbeid, zoals met de Kleurslagboomwet van 1924.

### Duits-Zuidwest-Afrika
In de meeste koloniën werd de segregatie niet zo ver doorgevoerd als in de Verenigde Staten en Zuid-Afrika, met uitzondering van de Duitse koloniën. De Duitsers voegden zich pas laat bij de andere Europese kolonisatoren, maar met een uitgesproken racisme. In Duits-Zuidwest-Afrika vond tussen 1904 en 1908 de Namibische Genocide plaats waarbij zo'n 80.000 Herero en Nama omkwamen in gevechten en concentratiekampen. Generaal Lothar von Trotha beoogde de volledige uitroeiing van de Herero en ook al herriep Berlijn dit Vernichtungsbefehl na veel interne strijd, wist Trotha daar bijna in te slagen met zo'n 80%. In 1905 werden gemengde huwelijken verboden en in 1907 verloren beide partners met terugwerkende kracht alle rechten. In 1912 leidde dit tot het Mischehendebatte in de Duitse Rijksdag.

### Koloniaal Duitsland en Nazi-Duitsland
De Eerste Wereldoorlog bracht verder imperialisme grotendeels tot stilstand. De Duitse koloniën werden met het Verdrag van Versailles met enkele uitzonderingen mandaatgebieden van de Volkenbond. De Europese landen hadden de koloniën over willen nemen, maar de Amerikaanse president Wilson hechtte groot belang aan het zelfbeschikkingsrecht van deze landen. De segregatie in de koloniën zou uiteindelijk vervangen worden door segregatie in Duitsland zelf. De vernederende nederlaag ging gepaard met de Novemberrevolutie waarmee de Weimarrepubliek tot stand kwam. De binnenlandse tegenstand tegen de Duitse herstelbetalingen, de hyperinflatie en de Frans-Belgische bezetting van het Ruhrgebied maakten dat de republiek vanaf het begin politiek instabiel was. Enerzijds waren er vele vrijkorpsen die na de oorlog afvloeiden uit de Reichswehr. Anderzijds waren er veel radenrepublieken onder invloed van de jonge revolutionaire Sovjet-Unie. In 1920 werd de Kapp-putsch gepleegd door vrijkorpsen, wat weer aanleiding was voor de Ruhropstand. In dit klimaat werd in 1920 de Nationaalsocialistische Duitse Arbeiderspartij (NSDAP) opgericht. Aanvankelijk was dit slechts een van de vele extreemrechtse en racistische partijtjes, maar met Adolf Hitler groeide deze in populariteit. Na de mislukte Bierkellerputsch van 1923 belandde Hitler in de gevangenis waar hij Mein Kampf schreef. In dit sterk antisemitische werk gaf hij de joden de schuld van het verliezen van de oorlog en de economische crisis. Ook zouden ze met hun internationalisme verantwoordelijk zijn voor zowel de kapitalistische als de communistische dreiging die ingingen tegen de Duitse nationalistische Volksgeist. De joden zouden daarbij gebruikmaken van de Große Lüge. De Fransen zetten onder meer Troupes coloniales in tijdens de geallieerde bezetting van het Rijnland, wat door de Duitsers als vernederend en Verrat an der weißen Rasse werd ervaren. Het resulteerde in een smaadcampagne die bekend werd als de Schwarze Schmach waarin de Arikanen beschuldigd werden van verkrachtingen en andere gruwelen. De kinderen uit relaties tussen deze soldaten en Duitse vrouwen werden als Rijnlandbastaarden gediscrimineerd en onder de nazi's zelfs gesteriliseerd.
Het nationaalsocialisme wist de Volksgeist uit de romantiek en de mystiek van het positieve christendom te combineren met het wetenschappelijk racisme en eugenetica. Jeffrey Herf omschreef de omarming van de moderne techniek waarmee de afwijzing van de verlichting en de liberale democratie gepaard ging als reactionair modernisme. De joden zouden volgens Hitler van nature slecht zijn:
De zwartharige Jodenjongen loert urenlang, satanische vreugde op zijn gezicht, op het nietsvermoedende meisje dat hij met zijn bloed schendt en daarmee aan haar volk ontrooft. Met alle middelen probeert hij de raciale fundamenten van het te onderwerpen volk te beschadigen. Zoals hij zelf stelselmatig vrouwen en meisjes te gronde richt, zo schrikt hij er evenmin voor terug zelfs op grotere schaal de bloedbarrières voor anderen te slopen.

Daarnaast zouden de joden Afrikaanse troepen hebben laten doordringen tot het Rijnland, met als doel de vernietiging van het blanke ras door bastaardisering. Ook werden de in het tsaristische Rusland gefabriceerde Protocollen van de wijzen van Sion aangehaald als bewijs voor de complottheorie dat zij zouden streven naar wereldheerschappij. Hoewel Hitler het argument dat de joden van nature slecht zouden zijn tot in het extreme doortrok, waarmee hij aansloot bij het gedachtegoed van Alfred Rosenberg, was het ingebed in het antisemitisme dat al decennialang groeide in Duitsland. Dat betekende niet dat de gehele bevolking instemde met de uitroeiing van de joden; een groot deel daarvan vond accommodatie al voldoende.

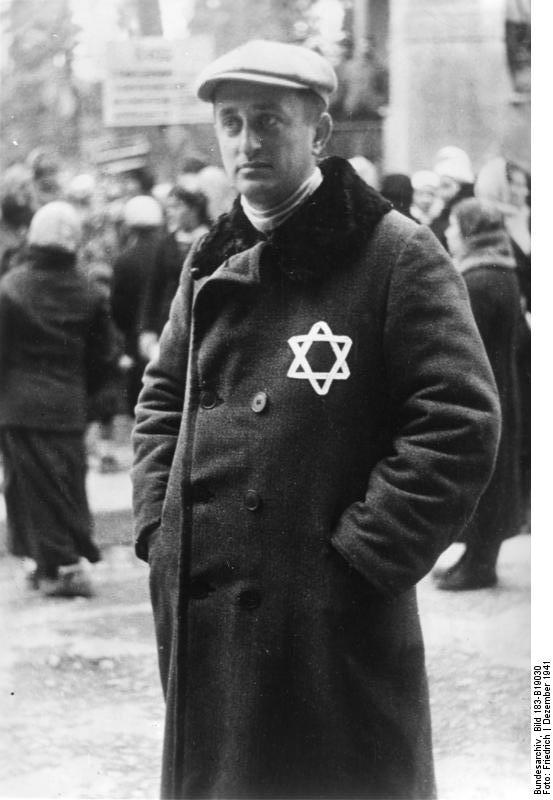
De Jodenster als onderscheidingsteken

Nadat de nazi's in 1933 aan de macht waren gekomen, werd met de rassenwetten van Neurenberg de segregatie doorgevoerd door onderscheid te maken tussen Reichsbürger die deutschblütig waren en Staatsangehörigen die dat niet waren. Daarmee werden joden praktisch uitgesloten van kiesrecht en openbare functies. Met de Blutschutzgesetz werden huwelijken tussen beide groepen verboden. Waar in het zuiden van de Verenigde Staten de one-drop rule werd aangehouden, werd in deze wetten onderscheid gemaakt tussen volbloedjoden, halfjoden, kwartjoden en praktiserende kwartjoden die uiteindelijk allemaal een Jodenster moesten dragen. Kwartjoden die niet-praktiserend waren, zouden het Arische ras niet vervuilen. Anders dan in de Verenigde Staten en Zuid-Afrika volgde de Duitse segregatie niet uit een bestaande praktijk, maar was het een radicale ommezwaai met de jodenboycot die na de Kristallnacht van 1938 extreem werd doorgevoerd. Ook de Roma ondervonden deze segregatie en waren ook slachtoffer van de nazi-eugenetica. In 1936 werd de pseudowetenschappelijke Rassenhygienische Forschungsstelle (RHF) opgericht om onderzoek te doen naar de Roma. Vroege concentratiekampen werden vooral voor politieke gevangenen gebruikt, maar in 1936 begon de Porajmos en na de Kristallnacht werden zo'n 30.000 joden in kampen ondergebracht om uit te monden in de Holocaust die de Endlösung der Judenfrage moest zijn. Om de Arische genetische zuiverheid te behouden, werden onder de noemer genadedoding ook gehandicapten vervolgd, culminerend in Aktion T4. Lebensborn moest het geboortecijfer verhogen het zuiver Arisch ras te versterken. Ook onder wetenschappers als antropologen en genetici was er veel steun voor de nazi-ideologie, met de Universiteit van Jena als centrum van de rassenbiologie.

## Naslagwerk
- Betty Dobratz en Stephanie Shanks-Meile, White Power, White Pride!: the Separatist Movement in the United States; Hopkins University Press, 2001, ISBN 0801865379